# جمانة بنت أبي طالب
جُمَانَة بنت أبي طالب الهاشمية القرشية، صحابية، وابنة عم النبي محمد، وشقيقة علي بن أبي طالب، وعمّة الحسن والحسين.

## نسبها
- هي: جمانة بنت أبي طالب بن عبد المطّلب بن هاشم بن عبد مناف بن قصيّ.[2]
- أمها: فاطمة بنت أسد بن هاشم بن عَبْد مَناف بن قُصيّ.[3]

## سيرتها
ولدت جمانة في مكة سنة 38 ق.هـ، وتزوجت من ابن عمها أبو سفيان بن الحارث بن عبد المطلب، فأنجبت له جعفر بن أبي سفيان، وعبد الله بن أبي سفيان. وذكر ابن سعد أن والدة عبد الله بن أبي سفيان هي فغمة بنت همّام بن الأفقم.
قال أَبُو أَحْمَدَ العَسْكَرِيُّ: هي أم عبد الله بن أبي سفيان بن الحارث بن عبد المطلب، وقال الدَّارَقُطْنِيُّ في كتاب «الإِخْوَةِ»، تزوجها أبو سفيان بن الحارث، فولدت له عبد الله ولم يسند شيئًا.
أسلمت جمانة وبايعت النبي محمد ، وهاجرت إلى المدينة المنورة. وأَعطاها النبي  من خَيْبَر ثلاثين وسقًا، ولم يكن ليعطيها إلا وهي مسلمة. وأخرج الفَاكِهِيُّ في كتاب «مَكَّةَ»، من طريق عبد الله بن عثمان بن خُثَيم؛ قال: «أدركت عطاء، ومجاهدًا، وابنَ كثير، وأناسًا إذا كان ليلة سبع وعشرين من رمضان، خرجوا في التنعيم، واعتمروا من خيمة جُمانة، وهي بنت أبي طالب.».
وذكرت بعض المصادر أنها حضرت واقعة الطف، وبعد واقعة الطف أُخذت جمانة أسيرة ضمن السبايا، ومن ثم رجعت للمدينة المنورة في ركب الإمام علي السجاد. حسب الرواية القائلة بحضورها كربلاء فإنها توفيت ما بعد عام 60 هـ، ودفنت في البقيع. وجاء في مصادر أخرى أنها توفيت بالمدينة المنورة في حياة رسول الله  ودفنت فيها.